# Alexandru Mățel
Alexandru Mățel (Konstanca, 1989. október 17. –) román válogatott labdarúgó.
A román válogatott tagjaként részt vett a 2016-os Európa-bajnokságon.

## Sikerei, díjai
Astra Giurgiu
- Román kupa (1): 2013–14
- Román szuperkupa (1): 2014

Dinamo Zagreb
- Horvát bajnok (3): 2014–15, 2015–16, 2017–18
- Horvát kupa (2): 2014–15, 2015–16